# توني إليوت (لاعب كرة قدم أمريكية، 1964)
توني إليوت (بالإنجليزية: Tony F. Elliott)‏ هو لاعب كرة قدم أمريكية أمريكي، ولد في 10 يناير 1964 في ديترويت في الولايات المتحدة.